# Сарачица
Сарачица је мјесна заједница у саставу града Бање Луке, Република Српска, БиХ. Налази се западно од центра града, на путу према Бронзаном мајдану и Санском Мосту. Обухвата насељено мјесто Павловац и дијелове насељених мјеста: Бистрица, Прњавор Мали и Мотике (од 2011). Прије формирања мјесне заједнице Чокорска поља 2011. године, МЗ Сарачица је обухватала у цјелости насељена мјеста Прњавор Мали, Павловац и Чокори, те дио насељеног мјеста Бистрица.

## Становништво
Према попису становништва из 1991. године, у мјесној заједници Сарачица је живјело 2.640 становника.
| Националност       | 1991. |
| Срби               | 2.279 |
| Хрвати             | 175   |
| Југословени        | 98    |
| Муслимани          | 3     |
| остали и непознато | 85    |
| Укупно             | 2.640 |

| Демографија | Демографија | Демографија |
| Година      | Становника  | Становника  |
| ----------- | ----------- | ----------- |
| 1953.       | 9.189       |             |